# Lillian Russell
Lillian Russell (4 de diciembre de 1860 - 6 de junio de 1922) fue una de las más famosas actrices y cantantes estadounidenses de finales del siglo XIX e inicios del siglo XX. 

## Biografía
Su verdadero nombre era Helen Louise Leonard, y nació en Clinton, Iowa. El padre de Russell era el editor de periódicos Charles E. Leonard, y su madre la sufragista Cynthia Leonard, primera mujer en optar a la alcaldía de Nueva York. Su familia se trasladó a Chicago en 1865, y allí estudió en el Convent of the Sacred Heart y en el Park Institute. 
A los 18 años ella y su madre se mudaron a Nueva York, donde Leonard estudió canto bajo la dirección de Leopold Damrosch. Se unió al coro de una producción en gira, la ópera cómica de Gilbert and Sullivan H.M.S. Pinafore, en 1879, y dos semanas más tarde se casó con el líder de la orquesta, Harry Braham.
En noviembre de 1879, habiendo cambiado su nombre a "Lillian Russell," hizo su primera actuación en Broadway, en el Teatro Casino de Tony Pastor. Pastor, conocido como el padre del vodevil, fue responsable de iniciar a muchas cantantes de prestigio. Russell inmediatamente ganó popularidad, y viajó con Pastor y más adelante protagonizó algunas de sus óperas cómicas. A principios de la década de 1880 Russell actuó en el Bijou Opera House, en Broadway, y en otros locales con papeles en obras de Gilbert y Sullivan, tales como Patience y The Sorcerer.
Russell se casó con su segundo marido, el compositor Edward Solomon, en 1885. Tras viajar a Inglaterra protagonizó las obras Polly (de Solomon), Pocahontas (de Sydney Grundy y Solomon), y Virginia and Paul (de Solomon y Henry Pottinger Stephens). Estando en Londres, se comprometió para interpretar el papel principal de Princess Ida, de Gilbert y Sullivan, pero fue descartada durante los ensayos.  Después volvió a los Estados Unidos, viajando con óperas cómicas de Solomon. La pareja tuvo una hija llamada Dorothy. En 1886 Solomon fue arrestado por bigamia. Russell presentó una demanda de divorcio en 1893 y se unió a la compañía teatral J. C. Duff Opera Company, con la cual hizo giras durante dos años.  
Durante esos años, Russell siguió actuando en óperas cómicas y en otros estilos musicales. En 1887 fue Carlotta en Gasparone, de Karl Millöcker, en el Teatro Standard de Nueva York, junto a Eugene Oudin y J. H. Ryley."  Cuando Alexander Graham Bell presentó el servicio telefónico de larga distancia el 8 de mayo de 1890, la voz de Russell fue la primera transportada en la línea. Desde Nueva York Russell cantó "Sabre Song" a las audiencias de Boston y Washington D. C..

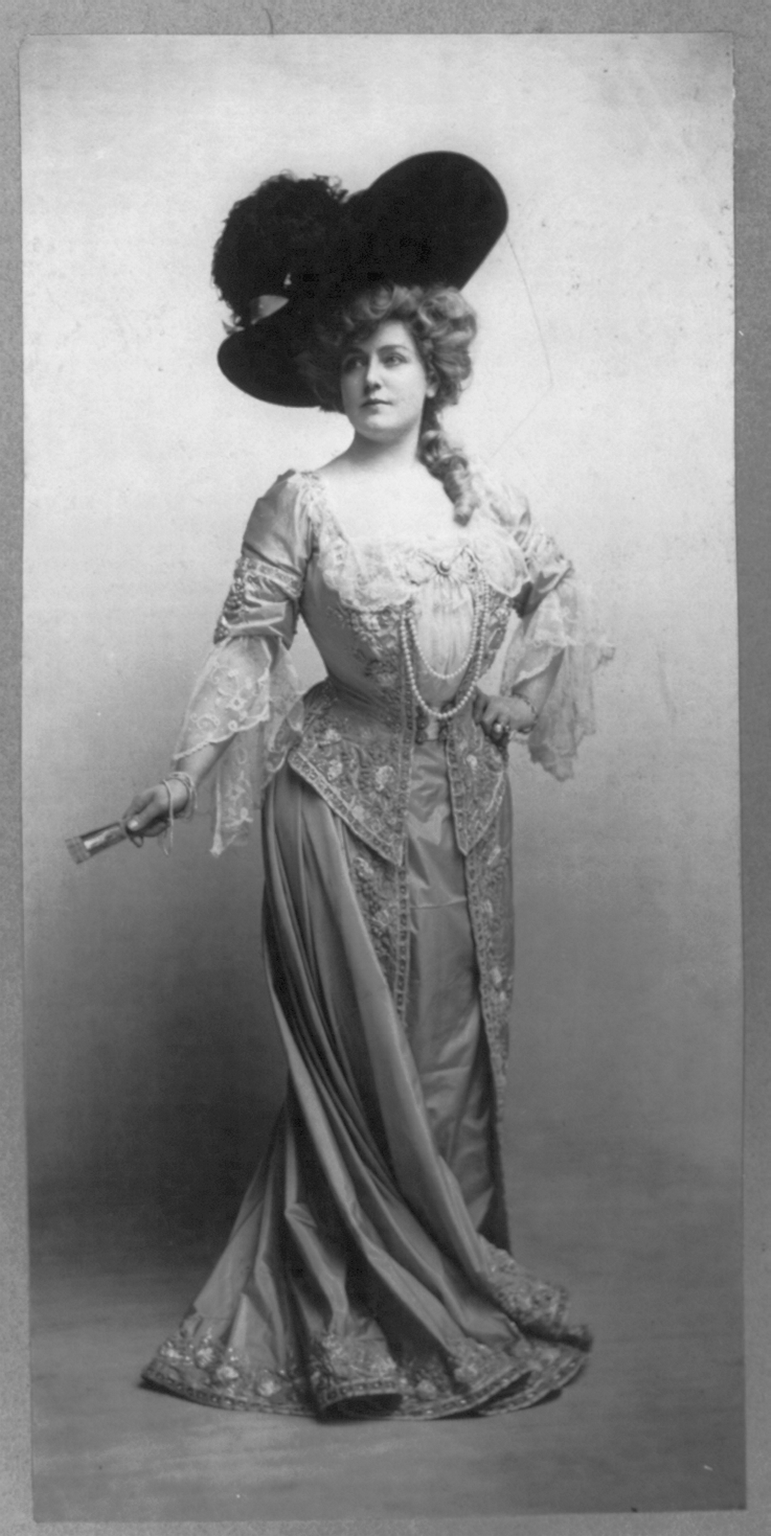
Lillian Russell en una foto con vestimenta del.

En 1894 se casó con el actor John Haley Augustin Chatterton (conocido como "Giovanni Perugini"), pero pronto se separaron. Russell siguió actuando con varias compañías de ópera, incluyendo la McCaull Opera Company, su propia compañía más adelante. Durante muchos años Russell fue la cantante de operetas más destacada de Estados Unidos. Su voz, su personalidad en la escena y su belleza eran motivo de gran fanfarria en los medios periodísticos, y fue extremadamente popular. Entre las obras más conocidos en las que trabajó Russell destacan Patience y The Sorcerer (ambas de Gilbert and Sullivan), The Mountebanks (de W. S. Gilbert), Dorothy (de Alfred Cellier), así como las óperas cómicas de Jacques Offenbach La Princesa de Trebizonde, Les Brigands,  y La Gran Duquesa de Gerolstein.  
En 1899, Russell se unió al Music Hall de Weber y Lew Fields, donde trabajó en sus espectáculos hasta 1904. El compositor John Stromberg había escrito varios éxitos para Russell, entre ellos Twirly Whirly y "Come Down Ma Evenin' Star", esta última una balada que fue la canción más conocida de los últimos años de Russell, y la única grabada por ella. 
Después de 1904, Russell empezó a sufrir dificultades vocales, pero no se retiró de la escena. En vez de ello se dedicó a las comedias no musicales, viajando bajo la dirección de James Brooks, aunque finalmente volvió a cantar, actuando en el género de variedades, en el burlesco y en otros géneros. En 1912 se casó con su cuarto marido, Alexander Pollock Moore, propietario de Pittsburgh Leader, y prácticamente se retiró de la escena.  
En sus últimos años Russell escribió una columna periodística defendiendo el sufragio femenino (como había hecho su madre), y fue una popular conferenciante abogando por una filosofía optimista de autoayuda. Durante la Primera Guerra Mundial trabajó para el U.S. Marine Corps y recaudó fondos para el esfuerzo de guerra. Russell llegó a ser una mujer rica, y durante la huelga de 1919 del sindicato de actores (Actors' Equity Association), donó dinero para apoyar la formación de la Chorus Equity Association para las chicas de las Ziegfeld Follies.
Lillian Russell falleció en 1922, poco después de completar un viaje a Europa en nombre del Presidente Warren Harding. Fue enterrada con honores militares en un mausoleo privado del cementerio Allegheny en Pittsburg, Pensilvania.